# Dame-jeanne
Ne doit pas être confondu avec La Dame Jeanne.

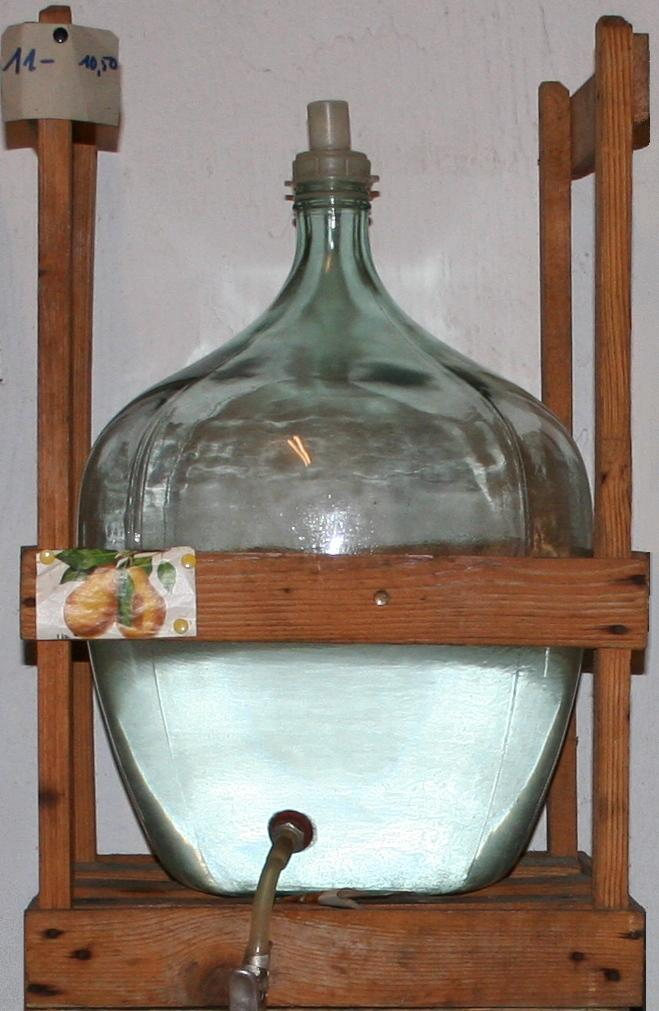
Une dame-jeanne

Une dame-jeanne est une grande bonbonne de verre généralement épais à la forme très arrondie et au goulot court. 
La bonbonne est une grande et grosse bouteille servant à la fabrication, à la conservation, à l'affinage ou au transport :
- de vins, cidres, spiritueux (eaux-de-vie, liqueurs), fruits macérés dans l'eau-de-vie ;
- de produits alimentaires (huiles, vinaigres,...) ;
- de produits chimiques (acides, huiles).

Aplati à la base, le corps en est ventru (très arrondi, en forme de goutte ou allongée), surmonté d'un goulot court et relativement large. Elle est généralement en verre épais, parfois en grès. La fermeture est assurée par un bouchon de liège, éventuellement recouvert de tissu ou surmonté d'un barboteur (si la bonbonne accueille un moût en fermentation alcoolique). Pour en sécuriser le transport, elle est garnie d'une enveloppe d'osier ou de jonc tressé (appelée chemise ou clisse) munie ou non d'anses susceptibles d'en faciliter la manipulation, qui peut éventuellement être doublée de mousse ou de paille ayant pour vocation d’amortir les chocs afin d'éviter le bris du verre. 
Sa capacité s'étend de deux litres à plus de cinquante litres environ et obéit à une nomenclature remontant à la fin du XVIIIe siècle et au début du XIXe siècle :
- La bonbonne proprement dite contient de deux litres à vingt litres ;
- La dame-jeanne peut contenir environ trente litres à cinquante litres[2] ;
- La tourille ou tourie a une capacité de 50 à 60 litres[3],[2].

Dames-jeannes et touries sont devenues des objets de décoration (lampe, vase) très prisés, voire des mini-stations d'observation du métabolisme végétal.

## Étymologie
Le nom pourrait provenir du provençal demeg, issu du latin tardif *demedius, dīmidius en latin classique, signifiant « moitié », ou bien de l'arabe damajān, un récipient d’argile provenant de la ville persane de Damghan.
En provençal moderne, on trouve le nom damajano, et  en français la graphie dame-jane dans le dictionnaire de Thomas Corneille en 1694. 
Dès le XVIIIe siècle, dame jeanne devient par dérision, une allusion à un embonpoint comparable à la forme ventrue de la bouteille, voire à une certaine lourdeur d'esprit[réf. nécessaire].

## Légende
La légende dit que, chassée de son royaume de Naples, la Reine Jeanne vint se réfugier en 1347 dans son comté de Provence en passant par la route de Grasse à Draguignan. Surprise par un violent orage, on lui recommanda de chercher refuge en la demeure d'un gentilhomme verrier, au hameau de « Saint Paul la Galline Grasse ».
Après y avoir passé la nuit, la reine désira visiter les ateliers dans lesquels son hôte fabriquait ses flacons. Un peu troublé, le verrier souffla si fort dans le mors de sa canne, que la bouteille en cours devint énorme, faisant l'admiration de tous de par sa contenance de plusieurs dizaines de litres. Il décida d'en lancer la commercialisation et baptisa le modèle "Reine Jeanne", en l'honneur de son inspiratrice. La souveraine aurait alors suggéré de préférer le nom de « Dame Jeanne ». Pour protéger sa bouteille, le verrier l'habilla d'une clisse en osier.